# Sagittal synostos
Sagittal synostos eller båtskalle är ett sjukdomstillstånd som innebär att bensömmen mellan främre och bakre fontanellen i ett barns kranium slutits för tidigt, vilket hindrar skallen att växa normalt. Sagittal synostos är den vanligaste formen av kraniosynostos (för tidig slutning av kraniets suturer). Tillståndet behandlas idag effektivt med kirurgi.